# Martin Kuba
Martin Kuba, né le 9 avril 1973 à České Budějovice, est un homme politique tchèque, membre du Parti démocratique civique (ODS).

## Biographie

### Un médecin formé au génie civil
En 1991, il termine sa formation à l'école secondaire de génie civil de České Budějovice. Il intègre ensuite l'école de médecine Bílá Vločka, qu'il quitte en 1995 après avoir achevé le programme d'études paramédicales.
Il s'inscrit alors à la première faculté de médecine de l'université Charles de Prague où il se spécialise en anesthésie. Ayant terminé son cursus, il commence à exercer en 2002 en tant que médecin du service médical de la région de Bohême-du-Sud et anesthésiste au service de réanimation du département de cardiologie de l'hôpital de České Budějovice.

### Passage par le monde des affaires
Devenu membre du Parti démocratique civique (ODS) en 2003, il devient franchisé de la marque de pâtisserie Fornetti, ouvrant une boutique à České Budějovice en 2004. Trois ans plus tard, il fonde la société Fruit Frog, qui vend des cocktails aux fruits.

### Débuts politiques au niveau local
Lors des élections municipales de 2006, il se fait élire conseiller municipal dans sa ville natale. Il entre au conseil régional de Bohême-du-Sud aux élections régionales d'octobre 2008.
Ayant pris, le 18 novembre, la présidence de l'ODS régionale en remplacement de Tom Zajíček, il est nommé quatre jours plus tard premier vice-gouverneur pour le Développement régional, les Transports et les Affaires européennes dans la grande coalition avec le Parti social-démocrate tchèque.
En juin 2010, il est élu vice-président de l'ODS, sous la présidence de Petr Nečas.

### Ministre de l'Industrie
Le 16 novembre 2011, Martin Kuba est nommé ministre de l'Industrie et du Commerce dans le gouvernement de coalition de Nečas, en remplacement de Martin Kocourek, démissionnaire deux jours plus tôt. Il renonce alors à ses fonctions exécutives en Bohême-du-Sud mais conserve son mandat électif, prenant l'engagement de ne pas se représenter aux prochaines régionales.
À l'occasion du 23e congrès de l'ODS, organisé en novembre 2012, il devient le premier vice-président du parti, battant à ce poste la présidente de la Chambre des députés Miroslava Němcová. À ce titre, il en prend la direction de l'ODS le 17 juin 2013, du fait de la démission de Nečas.
Le 18 janvier 2014, après la grave déroute subie aux élections législatives anticipées des 25 et 26 octobre 2013, Petr Fiala est élu président du parti par le congrès de l'ODS.